# Andrhippuris
Andrhippuris é um gênero de traça pertencente à família Arctiidae.

## Espécies
- Andrhippuris caudoequina Karsch, 1895